# Вихрен (село)
Вижте пояснителната страница за други значения на Вихрен.
Вѝхрен село в Югозападна България. То се намира в община Сандански, област Благоевград. До 1960 година името на селото е Лески (изписване до 1945 година: Лѣски).

## География
Село Вихрен се намира в планински район.

## История
В „Етнография на вилаетите Адрианопол, Монастир и Салоника“, издадена в Константинопол в 1878 година и отразяваща статистиката на населението от 1873 година, Сески (Seski) е посочено като село с 25 домакинства и 90 българи.
В 1891 година Георги Стрезов пише за селото:
| „ | Ляски и Махала, чифлици твърде близки един до друг; приндлежат на един мелнички бей, намират се на СЗ от Мелник, 4 часа път. Земледелието слабо върви, повечето си минуват с овци, кози; има и дървари. В Ляска са 40 къщи и в Махала 18, само българе. | “ |

Към 1900 година според статистиката на Васил Кънчов („Македония. Етнография и статистика“) населението на Лѣски (Ляски) е 180 души, всички българи-християни.
При избухването на Балканската война в 1912 година девет души от Лески са доброволци в Македоно-одринското опълчение.

## Население

### Етнически състав
Преброяване на населението през 2011 г.
Численост и дял на етническите групи според преброяването на населението през 2011 г.:
|                     | Численост |
| Общо                | 6         |
| Българи             | 6         |
| Турци               | -         |
| Цигани              | -         |
| Други               | -         |
| Не се самоопределят | -         |
| Неотговорили        | -         |

## Културни и природни забележителности
С околностите на селото е свързана легенда за Иван Рилски, който е живял наблизо. Има параклис „Свети Иван Рилски“ на около 4 км от селото и място в скалата, където светецът е преспивал. Самото село, по поречието на река Санданска Бистрица е заобиколено от чинарова гора, някои дървета от която са на възраст от 200 до 500 години.
До селото е разположен дневният изравнител на ВЕЦ „Лиляново“, част от Каскада „Санданска Бистрица“.